# Ponte Rodoferroviária Brochado da Rocha
A Ponte Rodoferroviária Brochado da Rocha, localiza-se no município de Muçum, Estado do Rio Grande do Sul, no Brasil.
Inaugurada em 1963, essa ponte deu a Muçum o epíteto de "Princesa das Pontes". Construída sobre o rio Taquari, com extensão de 289 m, por onde passam a rodovia RS-129 e a Ferrovia do Trigo, serve como divisa entre os municípios de Muçum e Roca Sales.
O nome da ponte homenageia o político brasileiro Francisco de Paula Brochado da Rocha. 
Na manhã do dia 5 de setembro de 2023, a estrutura destinada aos veículos foi levada pelas águas, após fortes chuvas que atingiram o estado.